# Bernhard Sinkel
Bernhard Sinkel (Francoforte sul Meno, 19 gennaio 1940) è un regista, sceneggiatore, produttore cinematografico e scrittore tedesco.

## Biografia
Nato a Francoforte nel 1940, inizia ad occuparsi di teatro durante gli studi universitari a Monaco di Baviera. Nel 1969 si trasferisce ad Amburgo dove lavora alla creazione di un archivio digitale del settimanale Der Spiegel. La digitalizzazione in questo periodo è ancora in una fase embrionale e Sinkel trascorre perciò alcuni mesi di pratica negli Stati Uniti, nelle redazioni del New York Times e di Newsweek.
Tornato a Monaco nel 1972, tre anni dopo scrive e dirige il suo primo lungometraggio, Lina Braake, acclamato dalla critica e vincitore di diversi premi tra cui il Deutscher Filmpreis, l'Ernst Lubitsch Award e due riconoscimenti al Festival di Berlino.
Nel 1993 dirige il suo ultimo film, Der Kinoerzähler, dopodiché si dedica alla regia operistica alla Deutsche Oper am Rhein di Düsseldorf e allo Staatstheater Nürnberg con Die Bassariden (1993), 3 Opéras-minutes (1994) e Parsifal (1995).

## Filmografia
| Anno | Titolo                                                   | Regista | Sceneggiatore | Produttore | Note                        |
| ---- | -------------------------------------------------------- | ------- | ------------- | ---------- | --------------------------- |
| 1973 | Clinch oder Das Puppenhaus                               | Si      | Si            |            | Film tv                     |
| 1975 | Lina Braake                                              | Si      | Si            | Si         |                             |
| 1975 | Berlinger                                                | Si      | Si            | Si         | Co-regia con Alf Brustellin |
| 1977 | Der Mädchenkrieg                                         | Si      | Si            |            | Co-regia con Alf Brustellin |
| 1978 | Taugenichts                                              | Si      | Si            |            |                             |
| 1978 | Germania in autunno (Deutschland im Herbst)              | Si      | Si            |            | Episodio Franziska Busch    |
| 1980 | Kaltgestellt                                             | Si      | Si            | Si         |                             |
| 1982 | Bekenntnisse des Hochstaplers Felix Krull                | Si      | Si            |            | Miniserie tv (5 episodi)    |
| 1986 | Padri e figli (Väter und Söhne - Eine deutsche Tragödie) | Si      | Si            |            | Miniserie tv (4 episodi)    |
| 1988 | Hemingway                                                | Si      | Si            |            | Miniserie tv (4 episodi)    |
| 1993 | Der Kinoerzähler                                         | Si      | Si            | Si         |                             |

## Romanzi
- Bluff - Deutscher Taschenbuch Verlag, 2005
- Der dritte Sumpf - Deutscher Taschenbuch Verlag, 2005
- Augenblick der Ewigkeit - Verlagsgruppe Random House GmbH, 2010
- Der Wachtelkönig - CMZ Verlag, 2017

## Riconoscimenti
- Festival internazionale del cinema di Berlino
  - 1975 – Premio OCIC (raccomandazione) per Lina Braake

Premio Interfilm per Lina Braake
1978 – Nomination Orso d'oro per Germania in autunno
- Cairo International Film Festival
  - 1976 – Miglior regia per Lina Braake
  - 1979 – Miglior regia per Taugenichts

- Festival di Cannes
  - 1980 – Nomination Palma d'oro per Kaltgestellt

- Chicago International Film Festival
  - 1976 – Nomination Gold Hugo per Lina Braake

- Ernst Lubitsch Award
  - 1976 – Ernst Lubitsch Award per Lina Braake
  - 1977 – Ernst Lubitsch Award per Der Mädchenkrieg

- Guild of German Art House Cinemas
  - 1979 – Premio al miglior film tedesco per Der Mädchenkrieg

- Festival internazionale del cinema di San Sebastián
  - 1977 – Concha de Plata al miglior regista per Der Mädchenkrieg

Premio OCIC per Der Mädchenkrieg
- Deutscher Filmpreis
  - 1975 – Lola al miglior film per Lina Braake
  - 1977 – Lola al miglior film per Der Mädchenkrieg
  - 1978 – Lola al miglior film per Der Mädchenkrieg

- Festival du film d'humour de Chamrousse
  - 1979 – Premio del pubblico per Lina Braake

Premio della critica per Lina Braake
Premio "Arte e Essai" per Lina Braake
- Golden Globe
  - 1989 – Nomination Golden Globe per la miglior miniserie o film per la televisione per Hemingway